# Красний Боєць
Кра́сний Боє́ць (рос. Красный Боец) — селище у складі Тальменського району Алтайського краю, Росія. Входить до складу Новоперуновської сільської ради.

## Населення
Населення — 137 осіб (2010; 122 у 2002).
Національний склад (станом на 2002 рік):
- росіяни — 93 %